# David Moss
David Moss, född 28 december 1981, är en amerikansk professionell ishockeyspelare som spelar för Arizona Coyotes i NHL. Han har tidigare representerat Calgary Flames.
Moss draftades i sjunde rundan i 2001 års draft av Calgary Flames som 220:e spelare totalt.
Han är kusin med ishockeyspelarna Phil, Blake och Amanda Kessel.